# Lara Croft y el Guardián de la Luz
Lara Croft and the Guardian of Light (Lara Croft y el Guardián de la Luz en español) es un videojuego de plataformas y aventuras, desarrollado por Crystal Dynamics y publicado por Square Enix para PC, PlayStation Network, Xbox Live Arcade y MacOS como parte de la saga de Tomb Raider.
El videojuego fue mostrado en la E3 de 2010, en los Estados Unidos y el Reino Unido. The Guardian of Light fue lanzado para el Xbox Live Arcade el 18 de agosto de 2010; fue liberado un mes más tarde, el 28 de septiembre para PlayStation Network y Steam. Aunque el modo cooperativo local estaba disponible en la versión inicial, para todas las versiones se añadió más tarde el modo cooperativo en línea. En América del Norte, el 16 de diciembre de 2010, el videojuego fue lanzado para dispositivos iOS que incluyen cooperación con Wi-Fi y las opciones de Bluetooth. El primer contenido descargable (DLC) pack de mapas fue lanzado de forma gratuita durante un tiempo limitado.
 Lara Croft y el Guardián de la Luz fue bien recibido por la crítica. La versión para Xbox 360 del juego tiene un puntaje promedio de 85/100 y 86,36% en los sitios agregados juego Metacritic y GameRankings, respectivamente. En septiembre de 2010, IGN aparece decimocuarto en sus primeros veinticinco Xbox Live Arcade los títulos de todos los tiempos. Los críticos consideraron que el juego era una excelente opción para Lara Croft. ventas iniciales muestran que el juego ha ido bien, con The Guardian of Light, vendiendo 98.000 copias en Xbox Live en sus primeras seis semanas ventas.

## Gameplay
A diferencia de anteriores entregas de la serie, que fueron aventuras con una cámara virtual, The Guardian of Light posee un juego de acción no lineal "inspirado en arcade" con una cámara isométrica, similar a Tomb Raider: The Prophecy de Game Boy Advance. El juego también cuenta con gameplay cooperativo, y los jugadores pueden tomar el control de cualquiera de los personajes: Lara o un miembro de la antigua tribu maya llamado Totec. Cada personaje jugable posee armas y habilidades únicas. Al igual que con algunas entregas anteriores, Lara conserva sus dos pistolas con munición infinita y un gancho, que se puede utilizar para cruzar las lagunas y que Totec puede caminar por la cuerda floja. Totec lleva lanzas, que pueden ser utilizadas tanto como un arma como en el medio ambiente por Lara, para escalar. Ambos personajes llevan un número ilimitado de "bombas" que pueden ser ignoradas y detonar. Las tumbas pueden ser exploradas y algunas tienen "rompecabezas con trampas explosivas" que resolver. El juego no tiene pantallas de carga una vez que se inicia un nivel.